# Ам-Омберг
Ам-Омберг (нім. Am Ohmberg) — громада в Німеччині, розташована в землі Тюрингія. Входить до складу району Айхсфельд. 
Площа — 31,34 км2. Населення становить 3626 ос. (станом на 31 грудня 2021).